# Jafa (stacja kolejowa)
Stacja kolejowa Jafa (hebr. תחנת הרכבת יפו; nazywana także Stacja Menaszijja, תחנת הרכבת מנשייה) – zabytkowa historyczna stacja kolejowa położona na obrzeżu osiedli Stara Jafa i Newe Cedek, w południowej części miasta Tel Awiw-Jafa w Izraelu. Był to pierwszy dworzec kolejowy wybudowany na Bliskim Wschodzie (poza Egiptem i Turcją). Obecnie stacja jest nieczynna.

## Historia

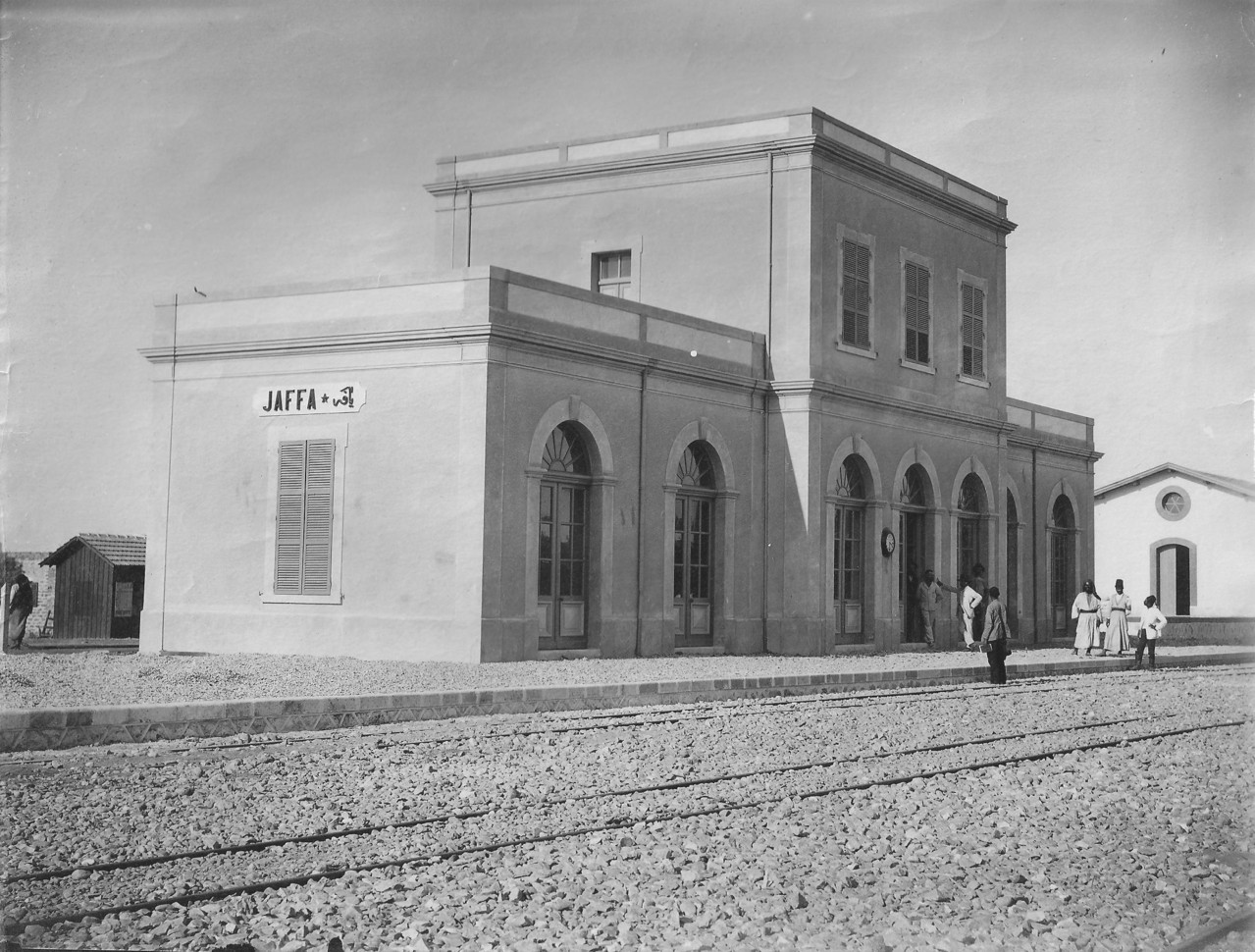
Stacja kolejowa Jafa w 1891

Stacja kolejowa w Jafie została uroczyście otwarta 24 maja 1891 – był to pierwszy dworzec kolejowy wybudowany na Bliskim Wschodzie (poza Egiptem i Turcją). Była to początkowa stacja linii kolejowej z Jafy do Jerozolimy. Pomimo faktu, że podróż trwała cztery godziny, linia ta okazała się wielkim sukcesem. W 1914 ze stacji skorzystało około 183 tys. pasażerów. Wśród pasażerów był między innymi twórca i główny ideolog Syjonizmu, Theodor Herzl.
Podczas I wojny światowej Turcy przeprowadzili demontaż linii kolejowej Jafa-Jerozolima (na odcinku z Jafy do Lod), wykorzystując tory do budowy linii kolejowej z Tulkarm do Al-Kusajma na półwyspie Synaj. Gdy w grudniu 1917 Brytyjczycy wyparli wojska tureckie na północ od rzeki Jarkon, port Jafa stał się ważną strategicznie bazą Royal Navy. Aby zapewnić odpowiednie zaplecze logistyczne, Brytyjczycy odbudowali linię kolejową, która początkowo była wykorzystywana jedynie dla potrzeb wojska, a później w Mandacie Palestyny także dla towarów cywilnych.

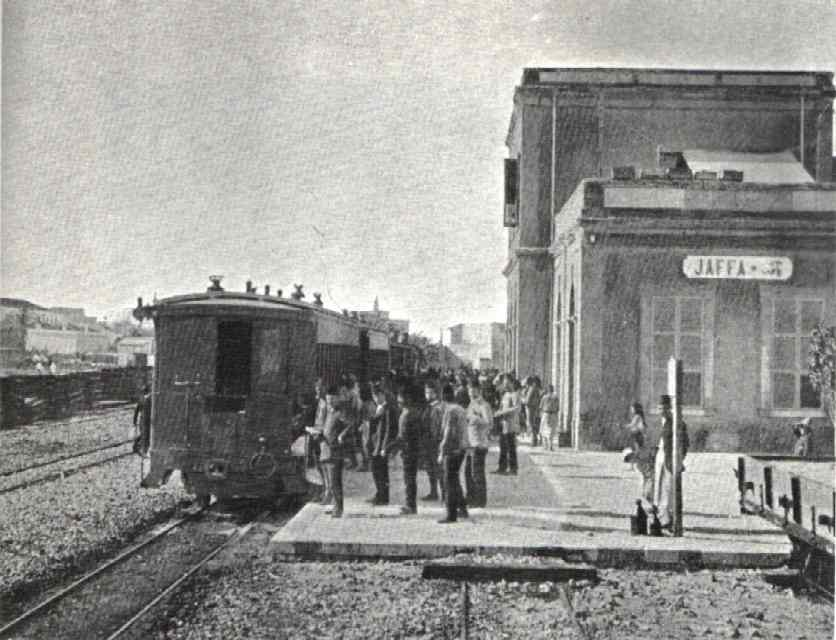
Stacja kolejowa Jafa w 1892

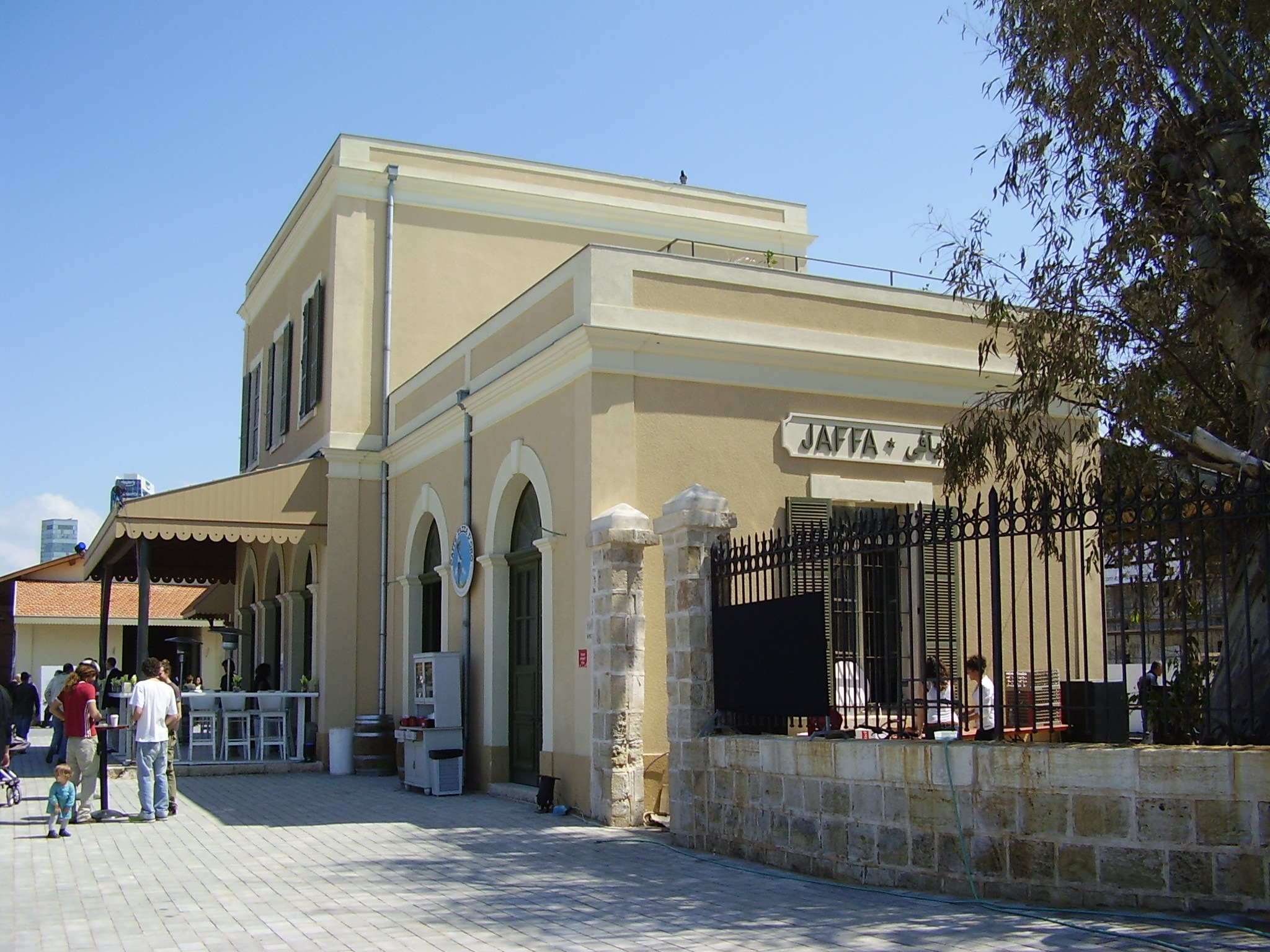
Stacja kolejowa Jafa w 2009

Na początku lat 20. XX wieku na terenie stacji powstało przedsiębiorstwo produkujące materiały budowlane, którego powstanie było związane z działalnością protestanckiego ruchu religijnego Templar (niem. Tempelgesellschaft). Przedsiębiorstwo to dostarczało materiały budowlane do budowy domów w nowych żydowskich osiedlach, które powstawały poza murami Jafy. Zakład został rozbudowany w latach 30. i stał się wiodącym dostawcą cementu i ozdobnych płytek ceramicznych dla rozbudowującego się Tel Awiwu.
Podczas wojny domowej w Mandacie Palestyny w latach 1947–1948 stacja znajdowała się pomiędzy terenami kontrolowanymi przez Arabów i Żydów, i została poważnie zniszczona. Gdy 13 maja 1948 Jafa została zajęta przez żydowskie oddziały Irgunu, stacja kolejowa w Jafie przestała być ostrzeliwana przez arabskich snajperów. Podczas wojny o niepodległość w 1948, Siły Obronne Izraela utworzyły w rejonie stacji bazę wojskową, która służyła jako magazyn broni oraz ośrodek koncentracji oddziałów bojowych. Oficjalne zamknięcie stacji kolejowej nastąpiło 15 sierpnia 1948. Baza wojskowa została opuszczona dopiero w latach 80. XX wieku.

## Wykorzystanie stacji
Stacja składa się z około dwudziestu budynków powstałych w różnych okresach historii miasta – z okresu osmańskiego, mandatu brytyjskiego i niepodległego państwa Izraela.
W 2004 rozpoczęto realizację projektu rewitalizacji kompleksu stacji kolejowej Jafa. W 2010 odnowiony kompleks został otworzony dla publiczności. Kompleks zawiera restauracje, sklepy i wystawy. Centrum kultury, rekreacji i wypoczynku zajmuje powierzchnię 20 hektarów.
W południowej części terenów stacji utworzono Muzeum Historii Sił Obronnych Izraela (Museum Batey ha-Osef), które zajmuje się historią wojskowości państwa Izraela, i obejmuje historię żydowskiego podziemia w okresie Mandatu Palestyny oraz Sił Obronnych Izraela. Muzeum jest jednostką Ministerstwa Obrony.